# You Don't Know Me (Armand Van Helden)
You Don't Know Me is een nummer van de Amerikaanse dj Armand Van Helden uit 1999. Het is eerste single van zijn derde studioalbum 2 Future 2 U.
Het nummer werd ingezongen door de Duits-Amerikaanse producer Duane Harden, en bevat samples uit Dance with You van Carrie Lucas en Plastic Dreams van Jaydee. "You Don't Know Me" flopte in Amerika, maar werd wel een enorme danshit in Europa. In de Nederlandse Top 40 bereikte het de 11e positie en werd Dancesmash op Radio 538, en in de Vlaamse Ultratop 50 de 13e.